# Bruchophagus trigonellae
Bruchophagus trigonellae är en stekelart som beskrevs av Zerova 1970. Bruchophagus trigonellae ingår i släktet Bruchophagus och familjen kragglanssteklar. Inga underarter finns listade.